# Некресская надпись
Некресская надпись — осколок сильно повреждённой надгробной стелы и другие обломки, на которых алфавитом «Асомтаврули» нанесены надписи языческого характера, найденные в кахетинском городище Некреси.
Кахетинское городище Некреси находится на равнинах Алазанской долины в 9 км от районного центра Кварели и в 150 км от Тбилиси и известно как историческое место, где до принятия христианства находились языческие святилища. Государственный музей Грузии ведет здесь раскопки с 1984 года под общим руководством академика Левана Чилашвили. В 1999 году во время раскопок в фундаменте и стенах одного из строений было обнаружено 9 камней с нанесенными на них надписями алфавитом «Асомтаврули». Согласно исследованиям Чилашвили, археологические данные позволяют датировать само строение не позднее III века нашей эры, а вышеотмеченные камни были использованы как вторичный материал при строительстве, хотя они являются могильными плитами, возможно, с более древнего и уже «всеми забытого» кладбища огнепоклонников

. Из этого Чилашвили делает вывод, что на одном из камней, описание которого приводится ниже, нанесена древнейшая из ныне известных грузинских надписей, относящаяся к I—II векам нашей эры
. З. Чумбуридзе считает, что некресские надписи относятся к дохристианское эпохе, при этом обращает внимание на тот факт, что на надгробных плитах нет ни одного имени христианской эпохи, а лишь дохристианские имена
. Стивен Рапп считает такую гипотезу сомнительной. Рапп полагает, что датировка Чилашвили абсолютно произвольная, и не может быть ранее середины IV века, а указанная надпись, вероятнее всего, является примером местной формы арамейского письма. 
По мнению Чилашвили, могильная плита с предполагаемой древнейшей надписью представляет собой камень длиной 41,5 см, шириной 10—10,5 см и толщиной 5,5 см. На камне надпись из 8 строк. Алфавит древнегрузинский: Асомтаврули, высота букв 1,8—2,5 см, ширина букв 1,0—2,0 см.
- 1-я строка: сохранились нижние части двух последних букв
- 2-я строка: сохранились нижние фрагменты первых двух букв и две последние буквы: А, Н
- 3-я строка: читается: АЗАТ
- 4-я строка: читается: СИ АРС
- 5-я строка: читается: НОВМ
- 6-я строка: читается: ЦАВИН
- 7-я строка: читается ХРЕВС
- 8-я строка: одна буква С

Перевод: «Никому не прикасаться к Азату».